# 186 Dollars to Freedom
186 Dollars to Freedom è un film del 2012 diretto da Camilo Vila ed ispirato ad una storia vera.

## Trama
Lima, Perù, 1980. Un giovane surfista californiano, Wayne Montgomery, viene incastrato con false accuse legate al traffico di droga e rinchiuso in una prigione per dissidenti politici. Mentre i suoi carcerieri tentano di estorcere denaro ai suoi genitori a Beverly Hills, l'incontro con personaggi pericolosi costringono Wayne a trovare in fretta un modo per scappare.

## Riconoscimenti
- 2011 - Eugene International Film Festival[1]
  - Best Narrative Feature[2]
- 2011 - Hollywood Reel Independent Film Festival[1]
  - Miglior film[2]